# Moğollar
A Moğollar (jelentése: mongolok) török rockegyüttes, amelyet 1967-ben alapított Neco (Nejat Tahir Özyılmazel), Aziz Azmet, Aydın Daruga és Murat Ses, a korábbi Silüetler együttes tagjai. 1976-ban oszlottak fel, majd húsz évvel később újra összeálltak.

## Tagok

### Jelenlegi tagok
- Emrah Karaca - vokál, gitár (2007-től)
- Cahit Berkay – baglama, gitár, kemençe, mandolin, yaylı tanbur, vokál (1968–1976, 1993-tól)
- Taner Öngür – basszus, vokál (1970–1974, 1993-tól)
- Serhat Ersöz – billentyűsök (1993-tól)
- Kemal Küçükbakkal – dob (2011-től)

### Korábbi tagok
- Utku Ünal – dob (2009-2012)
- Engin Yörükoğlu – dob (1969–1971, 1974–1976, 1993–2010)
- Nejat Tahir Özyılmazel – vokál, basszus (1967–1968)
- Aziz Azmet – vokál, gitár (1967–1970)
- Ersen Dinleten - vokál (1970, 1972)
- Barış Manço - vokál (1971–1972)
- Selda Bağcan - vokál (1972)
- Cem Karaca - vokál (1972–1974)
- Murat Ses – szintetizátor, Hammond-orgona (1967–1972)
- Haluk Kunt – basszus (1968)
- Hasan Sel – basszus (1968–1970)
- Aydın Daruga – dob (1967–1969)
- Ayzer Danga – dob (1971–1974)
- Kılıç Danışman - billentyűsök (1973-1974)
- Mithat Danışan - basszus (1974, 1976)
- Turhan Yükseler - billentyűsök, zongora (1974, 1976)
- Tufan Altan - dob (1974, 1976)
- Sulubika - furulya (1975)
- Michael Shollet - basszus (1976)
- Romen Petiter - billentyűsök, zongora (1976)

## Diszkográfia

### Kislemezek
- Eastern Love / Artık Çok Geç (1968)
- Mektup / Lazy John (1968)
- Everlasting Love / Hard Work (1968)
- Ilgaz / Kaleden Kaleye Şahin Uçurdum (1968)
- Sessiz Gemi / İndim Havuz Başına (1972)
- Dağ Ve Çocuk / İmece (1970)
- Ağlama / Yalnızlığın Acıklı Güldürüsü (1970)
- Garip Çoban / Berkay Oyun Havası (1970)
- Ternek / Haliç’te Güneşin Batışı (Ersen’le birlikte) (1970)
- Hitchin / Behind The Dark (1970)
- Behind The Dark / Madımak / Lorke (1971)
- Hitchin / Hamsi (1971)
- İşte Hendek İşte Deve/Katip Arzuhalim Yaz Yare Böyle (Barış Manço’yla birlikte Manchomongol olarak) (1971)
- Binboğanın Kızı / Ay Osman (Barış Manço’yla birlikte Manchomongol olarak) (1971)
- Yalan Dünya / Kalenin Dibinde (Selda Bağcan’la birlikte) (1972)
- Alageyik Destanı / Moğol Halayı (1972)
- Çığrık / Sıla (1972)
- Sor Kendine / Garip Gönlüm (Ersen’le birlikte) (1972)
- Obur Dünya / El Çek Tabib (Cem Karaca’yla birlikte) (1973)
- Gel Gel / Üzüm Kaldı (Cem Karaca’yla birlikte) (1973)
- Namus Belası / Gurbet (Cem Karaca’yla birlikte) (1974)
- Tanrıların Arabaları / Bu Nasıl Dünya? (1974)
- Birlik için Elele / Sevgimin Derdi Albümler (Ali Rıza Binboğa’yla birlikte) (1975)

### Albumok
- Anadolu Pop, megjelent Danses Et Rythmes De La Turquie D’Hier À Aujourd’hui címen is a Les Mogol név alatt. (1) (1971) (Uzunçalar)
- Hittit Sun (2) (1975) (Uzunçalar)
- Moğollar (3) (1976) (Uzunçalar)
- Anılarla Moğollar ve Silüetler (4) (1990)
- Anadolupop 70'li Yıllar (5) (1993)
- Moğollar'94 (1994-Berkay-Bayar Müzik)
- Dört Renk (1996)
- 30. Yıl (1998-Emre Plak)
- Moğollar 1968–2000 (2000-Emre Plak)
- Yürüdük Durmadan (2004-Emre Plak)

## Fordítás
- Ez a szócikk részben vagy egészben  a   Moğollar című német Wikipédia-szócikk fordításán alapul.  Az eredeti cikk szerkesztőit annak laptörténete sorolja fel. Ez a jelzés csupán a megfogalmazás eredetét és a szerzői jogokat jelzi, nem szolgál a cikkben szereplő információk forrásmegjelöléseként.
- Ez a szócikk részben vagy egészben  a   Moğollar című angol Wikipédia-szócikk fordításán alapul.  Az eredeti cikk szerkesztőit annak laptörténete sorolja fel. Ez a jelzés csupán a megfogalmazás eredetét és a szerzői jogokat jelzi, nem szolgál a cikkben szereplő információk forrásmegjelöléseként.